# Чиликоти (Мисури)
Чиликоти (енгл. Chillicothe) град је у америчкој савезној држави Мисури.

## Демографија
По попису из 2010. године број становника је 9.515, што је 547 (6,1%) становника више него 2000. године.
| Група             | 2000.         | 2010.         |
| Белци             | 8.374 (93,4%) | 8.808 (92,6%) |
| Афроамериканци    | 331 (3,7%)    | 353 (3,7%)    |
| Азијати           | 36 (0,4%)     | 33 (0,3%)     |
| Хиспаноамериканци | 86 (1,0%)     | 143 (1,5%)    |
| Укупно            | 8.968         | 9.515         |